# Voltron: De legendarische beschermer
Voltron: De legendarische beschermer (Engels: Voltron: Legendary Defender) is een animatieserie geproduceerd door de Amerikaanse bedrijven DreamWorks Animation Television en World Events Productions en geanimeerd door de Zuid-Koreaanse studio Mir. Het is een reboot van het Voltron-franchise en de Japanse animeserie Beast King GoLion, en de animatie is een mix van anime-geïnspireerde traditionele animatie voor personages en achtergrond en CGI voor Voltron-actiesequenties. 
Voltron: Legendary Defender speelt zich af in een sciencefictionwereld waarin planetaire energie genaamd quintessence kan worden gebruikt om voertuigen en magie aan te drijven. De serie volgt de avonturen van de Paladins van Voltron die moeten leren samenwerken om de gigantische robot Voltron te vormen en deze te gebruiken om het kwaadaardige Galra Empire te verslaan.
Het eerste seizoen ging op 10 juni 2016 in première op Netflix en bestond uit 11 afleveringen. De serie had een toezegging van Netflix voor 76 afleveringen. Het is wereldwijd uitgebracht in de Verenigde Staten, Canada, het Verenigd Koninkrijk, Australië, Nieuw-Zeeland, Ierland, Frankrijk, Duitsland, Oostenrijk, Spanje, Portugal, Zwitserland, Scandinavië, de Benelux, Latijns-Amerika, Slovenië, Zuid-Afrika, Italië en Finland. Het tweede seizoen ging op 20 januari 2017 in première op Netflix en bestond uit 13 afleveringen. Het derde seizoen ging op 4 augustus 2017 in première op Netflix en bestond uit 7 afleveringen terwijl het vierde seizoen op 13 oktober 2017 in première ging en bestond uit 6 afleveringen. Het vijfde seizoen ging op 2 maart 2018 in première en bestaat uit zes afleveringen. Het zesde seizoen ging op 15 juni 2018 in première en bestaat uit zeven afleveringen. Een zevende seizoen ging op 10 augustus 2018 in première en bestaat uit dertien afleveringen. Het achtste en laatste seizoen ging in première op 14 december 2018 en bestaat uit dertien afleveringen.
Het succes van de serie heeft geleid tot verschillende stripverhalen, actiefiguren en ander speelgoed van Playmates Toys.

## Engelstalige stemmen
| Personage     | Stem-acteur      |
| ------------- | ---------------- |
| Shiro         | Josh Keaton      |
| Keith         | Steven Yeun      |
| Lance         | Jeremy Shada     |
| Hunk          | Tyler Labine     |
| Pidge         | Bex Taylor-Klaus |
| Allura        | Kimberly Brooks  |
| Coran         | Rhys Darby       |
| Honerva       | Cree Summer      |
| Merla         | Adelaide Clemens |
| Lotor         | A. J. Locascio   |
| Sam           | Nolan North      |
| Colleen       | Renee Faia       |
| Koning Zarkon | Neil Kaplan      |

## Nederlandstalige stemmen
| Personage     | Stem-acteur         |
| ------------- | ------------------- |
| Shiro         | Kevin Hassing       |
| Keith         | Job Bovenlander     |
| Lance         | Stephan Holwerda    |
| Hunk          | André Dongelmans    |
| Pidge         | Pip Pellens         |
| Allura        | Canick Hermans      |
| Coran         | Huub Dikstaal       |
| Honerva       | Hymke de Vries      |
| Merla         | Leonoor Koster      |
| Lotor         | Ruther Le Poole     |
| Sam           | Wiebe-Pier Cnossen  |
| Colleen       | Bente van der Brand |
| Koning Zarkon | Finn Poncin         |

## Afleveringen
| Seizoen | Aflevering | Titel                          | Beschrijving |
| 1       | 1          | Het ontstaan van Voltron       | De vijf toekomstige ruimtevaarders zijn onder de indruk als ze horen dat ze samen Voltron vormen, de sterkste robot in het heelal, maar ze staan hoe dan ook paraat.        |
| 1       | 2          | Enige montage vereist          | Als de paladijnen wat onzorgvuldig beginnen te worden, geeft prinses Allura ze extra training. Om Voltron te kunnen vormen, moeten ze leren samenwerken.                    |
| 1       | 3          | De terugkeer van de gladiator  | Als een grote gemene robot de vrede op Arus verstoort en daarmee de leeuwen tot actie oproept, moet Shiro teruggrijpen naar pijnlijke herinneringen uit zijn verleden.      |
| 1       | 4          | De val van het leeuwenkasteel  | Als een van de paladijnen uit het team wil treden, wordt het kasteel bestormd. In een poging om Voltron te stelen, vernielen de indringers de kristallen krachtbron         |
| 1       | 5          | Het kristal van de balmeer     | Hunk en Coran proberen op de Balmeer een nieuw kristal te bemachtigen, terwijl de rest van het team ervoor zorgt dat Sendak niet met Voltron aan de haal gaat.              |
| 1       | 6          | Op de vlucht                   | Onderweg naar de Balmeer stopt het team om twee rebellen te helpen die van Galra gevlucht zijn. Lance gelooft ze, maar Hunk vertrouwt het niet.                             |
| 1       | 7          | Terugkeer naar de Balmeer      | Allura, Coran en de paladijnen keren terug naar de Balmeer om de bevolking te bevrijden, maar door de komst van een Galraschip moet Voltron mogelijk in actie komen.        |
| 1       | 8          | De wedergeboorte               | De paladijnen vechten met man en macht tegen een Galramonster en Allura hoopt intussen met haar eeuwenoude krachten de hele Balmeer te genezen.                             |
| 1       | 9          | Kristalgif                     | Als het kasteel zich tegen hen keert en ze een gewisse dood tegemoet stuurt, moet Allura een gruwelijke beslissing nemen om het team te redden.                             |
| 1       | 10         | Duurzame energie               | Het team stopt bij een afgelegen en schijnbaar nietsbetekenend ruimtestation van Galra en komt erachter hoe het keizerrijk zijn energie uit het heelal verzamelt.           |
| 1       | 11         | De zwarte paladijn             | Zarkon lokt Voltron uit tot een gevecht op zijn schip. Als een van de leeuwen gevangengenomen wordt, moet het team Galra verslaan om terug naar huis te keren.              |
| 2       | 1          | Het heelal door                | De leeuwen raken afgezonderd als een trip door een wormgat verkeerd afloopt. Coran en Allura proberen te ontsnappen aan een tijdlus die eeuwig lijkt te duren.              |
| 2       | 2          | Diepgang                       | Hunk en Lance maken een crashlanding onder water en volgen een zeemeermin naar een beschaving waarvan de koningin belooft hen te helpen de anderen te vinden.               |
| 2       | 3          | Shiro's redding                | Nadat Shiro door een onverwachte bondgenoot uit een gevaarlijke situatie is gered, dringt hij er bij de rest van het team op aan zijn redder te vertrouwen.                 |
| 2       | 4          | Ontgroening                    | Als de paladijnen het kasteel herstellen, komen ze ongebruikelijke sponsachtige sporen tegen die hen leiden naar een planeet met briljante ingenieurs.                      |
| 2       | 5          | Oog van de storm               | Het team is uitgeput na een gevecht, maar moet direct weer in actie komen als de strijders van Zarkon hen op het spoor komen. Coran raakt besmet door een glibberig virus.  |
| 2       | 6          | De ark van Taujeer             | Vier van de paladijnen gaan naar de verwoeste planeet Taujeer om de bewoners te helpen vluchten. Allura en Keith gaan op hun eigen missie.                                  |
| 2       | 7          | Ruimtewinkel                   | Shiro probeert de band met de Zwarte Leeuw te versterken. Coran neemt de anderen mee naar een ruilbijeenkomst, waar ze enkele vreemde avonturen beleven.                    |
| 2       | 8          | Het zwaard van Malmora         | Keith en Shiro gaan naar een afgelegen basis om te proberen tot een verbond te komen met het Zwaard van Malmora. Keith moet de waarheid over zijn verleden ontrafelen.      |
| 2       | 9          | De buik van de wiblum          | De paladijnen splitsen zich op om wapens te verzamelen voor een confrontatie met Zarkon. Hunk en Keith begeven zich in de buik van een wezen dat planeten verslindt.        |
| 2       | 10         | Ontsnapping van Beta Traz      | Lance, Pidge en Shiro dringen een gebouw binnen om een gevangene van de Galra's te bevrijden, maar zowel Lance als Shiro denkt dat hij de juiste heeft gevonden.            |
| 2       | 11         | Overleven                      | Allura reist naar de Balmeer om een krachtig kristal te bemachtigen, maar ze komt een gevaarlijk beest tegen en moet de hulp van de paladijnen inroepen.                    |
| 2       | 12         | Strakke planning               | Nadat het team de Teledav van de Olkariërs in handen heeft gekregen, bereiden ze zich voor om Zarkon te verslaan zodat er vrede in het heelal komt.                         |
| 2       | 13         | Verduistering                  | Het lot van het heelal ligt in handen van de paladijnen tijdens hun heroïsche gevecht tegen de machtigste vijand die ooit tegenover hen stond.                              |
| 3       | 1          | Wisseling van de wacht         | Terwijl de paladijnen proberen een coalitie van rebellen te vormen, doet Allura een suggestie die het team schokt. Een nieuw gezicht wil macht vergaren bij de Galra.       |
| 3       | 2          | De rode paladijn               | Lotors strijdmachten proberen de planeet Puig te heroveren en de paladijnen uit te dagen tot een gevecht. Keith en Lance hebben moeite met grote veranderingen.             |
| 3       | 3          | De opgejaagden                 | Door de roekeloze keuze van Keith komt het team in een gevaarlijke situatie terecht. Allura moet contact maken met een van de paladijnen om uit de problemen te komen.      |
| 3       | 4          | Gat in de lucht                | Het kasteel ontvangt een noodoproep. Daardoor vermoeden Allura en Coran dat ze mogelijk niet de enige overlevende Alteanen zijn.                                            |
| 3       | 5          | De reis                        | Een paar sceptische rebellenstrijders maken het een paladijn die hulp nodig heeft, erg moeilijk. Haggar houdt Lotor nog scherper in de gaten.                               |
| 3       | 6          | Achter een komeet aan          | De paladijnen volgen de komeet, maar raken in verwarring door Lotors acties. Keith twijfelt aan zijn leiderschapskwaliteiten, terwijl Lance over zijn toekomst nadenkt.     |
| 3       | 7          | De legende begint              | Terwijl het team probeert Lotors plan voor de komeet te ontrafelen, geeft Coran de paladijnen een geschiedenisles over de oorsprong van Voltron en de voortdurende oorlog.  |
| 4       | 1          | Erecode                        | Keiths verdeelde aandacht veroorzaakt spanning binnen het team op een moment waarop eenheid cruciaal is. Het zwaard onderzoekt een bevoorradingsroute van de Galra.         |
| 4       | 2          | Reünie                         | Op basis van ontvangen informatie gaat Pidge in haar eentje op een belangrijke missie naar de verste uithoeken van het heelal.                                              |
| 4       | 3          | Verboden gebied                | Er ontstaat een interne machtsstrijd bij de Galra. Pidge keert terug naar het kasteel met een kostbare vracht. Het team wordt een koe rijker.                               |
| 4       | 4          | De Voltron-show                | Coran maakt van de paladijnen intergalactische sterren, maar gaat wat te ver als hij door het hele universum een uitvoerige liveshow vol speciale effecten op poten zet.    |
| 4       | 5          | Een slag slaan                 | Team Voltron smeedt een plan om op de coalities successen voort te bouwen en een groter deel van het Galra-rijk in handen te krijgen. Lotor besluit in actie te komen.      |
| 4       | 6          | Een nieuwe beschermer          | Goede en kwade krachten komen samen op de planeet Naxzella, waar team Voltron op onverwacht gevaar stuit. Slechts één paladijn kan hen helpen ontsnappen.                   |
| 5       | 1          | De gevangene                   | Na een gedurfde missie naar een cruciale Galrabasis overweegt het team een riskant verbond. Een paladijn leidt een missie om een belangrijke gevangene te bevrijden.        |
| 5       | 2          | Bloedverwanten                 | De paladijnen staan voor een pijnlijke beslissing en sluiten tegen hun zin een akkoord met Zarkon. Haggar komt in het reine met herinneringen uit het verleden.             |
| 5       | 3          | Na de val                      | Er barst een machtsstrijd los onder de Galra. Terwijl de paladijnen ruziën over hun volgende zet, worden ze aangevallen en moeten ze zichzelf en de Olkariërs redden.       |
| 5       | 4          | Kral Zera                      | Shiro gaat in tegen de wil van de andere paladijnen. Machtige Galra uit het hele rijk komen samen voor de Kral Zera-ceremonie.                                              |
| 5       | 5          | Bloedlijnen                    | Keith wordt erop uitgestuurd om Krolia te vinden en een machtig wapen te lokaliseren. Lance, Hunk en Pidge herprogrammeren een robot om lol te maken.                       |
| 5       | 6          | De witte leeuw                 | Het team zoekt een portal naar een mysterieus, legendarisch Alteaans land: Oriande. Shiro krijgt het gevoel dat er iets mis is met hem.                                     |
| 6       | 1          | Omega-schild                   | Een aanval van Sendak leidt ertoe dat de paladijnen een planeet moeten verdedigen. Lotor roept de hulp in van Allura om een machtig schip te bouwen.                        |
| 6       | 2          | Het scherp van de snede        | Keiths reis naar een afgrond op zoek naar een bron van kwintessens brengt herinneringen aan zijn verleden naar boven. Lance wordt gekweld door een onbeantwoorde liefde.    |
| 6       | 3          | Monsters en mana               | Wanneer het team een pauze inlast om een magisch rollenspel te spelen, geeft deze fantasiewereld hun nuttige ideeën die hen helpen om echte problemen op te lossen.         |
| 6       | 4          | De kolonie                     | Nadat Lotor en Allura zijn vertrokken in het nieuwe schip, krijgen de overgebleven paladijnen een akelige waarschuwing die alles zou kunnen veranderen.                     |
| 6       | 5          | De zwarte paladijnen           | Terwijl een paladijn op een gevaarlijke missie gaat door een wormgat, kampen de anderen met problemen met het besturingssysteem van het kasteel.                            |
| 6       | 6          | Aan alle goede dingen          | Een metafysische ontmoeting werpt licht op het lot van een paladijn. Lance en Allura troosten elkaar wat betreft hun eerdere oordelen. Lotor doet een oproep.               |
| 6       | 7          | Beschermer van alle universums | Na een epische strijd bevindt het universum zich in een staat van chaos, die alle leven dreigt te vernietigen tenzij er een offer wordt gebracht.                           |
| 7       | 1          | Klein maar fijn                | Enkele teamleden komen vast te zitten op een planeet waar ze per ongeluk worden verkleind. Flashbacks tonen hoe de vriendschap tussen Keith en Shiro is ontstaan.           |
| 7       | 2          | Naar huis                      | De paladijnen stoppen bij een basis van het Zwaard van Malmora, maar ontdekken dat deze is verlaten. Voordat ze de plek kunnen onderzoeken, worden ze aangevallen.          |
| 7       | 3          | Hoe nu verder?                 | De paladijnen bevinden zich in een hachelijke situatie ver van huis en hebben hulp nodig om te ontsnappen. Ze beseffen dat hun lot in de handen van Coran ligt.             |
| 7       | 4          | Het spel                       | De paladijnen nemen om een onverklaarbare reden deel aan de bizarre spelshow 'Garfel Warfel Snik'. Maar er staat veel meer op het spel dan geld en prijzen.                 |
| 7       | 5          | De Ruïne                       | Wanneer Pidge een noodsignaal onderschept dat de paladijnen denken te herkennen, komt het team terecht op een verwoeste planeet die werd geteisterd door oorlog.            |
| 7       | 6          | De innerlijke reis             | Wanneer de paladijnen door de ruimte worden geslingerd, komen ze in een eindeloze leegte terecht die hun mentale kracht en onderlinge loyaliteit op de proef stelt.         |
| 7       | 7          | De laatste aanval - Deel 1     | De paladijnen ontvangen een noodsignaal dat wordt uitgelegd aan de hand van een flashback: vier jaar geleden keerde Sam, de vader van Pidge, terug naar de aarde.           |
| 7       | 8          | De laatste aanval - Deel 2     | Sam en de anderen in het garnizoen proberen de aanvallen van de Galra af te slaan in de hoop dat een wanhopig noodsignaal Voltron op tijd bereikt.                          |
| 7       | 9          | Leer je vijand kennen          | De paladijnen zetten de leeuwen af en gaan op weg naar de aarde. Ze geloven dat informatie die Sam jaren eerder heeft ontdekt, hen kan helpen in de strijd tegen Sendak.    |
| 7       | 10         | Hart van de leeuw              | De paladijnen werken samen met de piloten van het garnizoen tijdens een missie die meer informatie kan opleveren over hoe ze de plannen van Sendak kunnen dwarsbomen.       |
| 7       | 11         | Het heetst van de strijd       | Sanda's bekentenis zorgt voor ontzetting bij de paladijnen, die gescheiden zijn van de leeuwen. Op aarde proberen Shiro, Sam en Coran de ATLAS aan de praat te krijgen.     |
| 7       | 12         | Trots van de leeuw - Deel 1    | In het heetst van een gigantische strijd gaat Shiro in zijn eentje op een gevaarlijke missie om Sendak te verslaan en zijn vrienden en thuis te redden.                     |
| 7       | 13         | Trots van de leeuw - Deel 2    | De toekomst van de aarde staat op het spel wanneer Voltron en de rest het hoofd moeten bieden aan een mysterieuze vijand die ze nog niet eerder hebben gezien.              |
| 8       | 1          | Lanceerdatum                   | De paladijnen brengen een laatste nacht door op aarde ter voorbereiding van de lancering van de Atlas. Lance verzamelt moed om Allura een belangrijke vraag te stellen.     |
| 8       | 2          | Schaduwen                      | Flashbacks werpen een licht op Honerva's verleden met Lotor en Zarkon en onthullen de motivatie voor haar recente daden.                                                    |
| 8       | 3          | Het dilemma van de gevangene   | Nadat de paladijnen een Galra-basis hebben ingenomen op een donkere planeet, volgen ze een noodsignaal van een verdwenen vloot en doen een verontrustende ontdekking.       |
| 8       | 4          | Getekend door de strijd        | Terwijl de paladijnen het universum doorkruisen op zoek naar sporen van een Robeest, gaan ze richting Olkarion en beseffen onderweg dat ze niet alleen zijn.                |
| 8       | 5          | De wrok                        | De paladijnen maken plannen om de Atlas te ontmoeten, maar deze hereniging wordt verstoord wanneer de leeuwen onverwacht worden aangevallen door een mysterieuze vijand.    |
| 8       | 6          | Genesis                        | Voltron gaat naar Oriande om de confrontatie aan te gaan met Honerva nadat het team heeft ontdekt dat ze wormgaten gebruikt om grote hoeveelheden kwintessens te oogsten.   |
| 8       | 7          | Dag zevenenveertig             | Piloten Kinkade en Rizavi bieden een documentaire-achtige kijk op zowel de luchthartige als stressvolle momenten van het dagelijks leven op de Atlas.                       |
| 8       | 8          | Heldere dag                    | Het team gaat naar de planeet Drazan om mee te doen aan de festiviteiten voor Helderdag, maar Allura wordt geplaagd door nachtmerries wanneer ze achterblijft om te rusten. |
| 8       | 9          | Ridders van het licht, deel 1  | De paladijnen krijgen via Allura's gedachten toegang en reizen door een uitgestrekte leegte, waar ze angstaanjagende geesten en vervloekte zielen aantreffen.               |
| 8       | 10         | Ridders van het licht, deel 2  | De paladijnen reizen verder een peilloze diepte van herinneringen in en doen schokkende ontdekkingen die hun realiteit voor altijd zouden kunnen veranderen.                |
| 8       | 11         | Onbekende gebieden             | Terwijl Honerva dichter bij haar doel komt, het creëren van een scheur in de realiteit, moet de Atlas-bemanning racen tegen de klok om haar te vinden en tegen te houden.   |
| 8       | 12         | De zenith                      | De paladijnen worden geconfronteerd met een energie die duisterder is dan ooit en moeten hun eeuwige band en een paar Balmeren inzetten om vooruitgang te boeken.           |
| 8       | 13         | Het einde is het begin         | Voltron en Honerva komen samen bij de bron van alle realiteiten in een ultiem gevecht tussen goed en kwaad om het voortbestaan van het universum.                           |